# Piotr Majchrzak (kompozytor)
Piotr Majchrzak (ur. 14 maja 1974 w Bielsku-Białej) – polski kompozytor.

## Życiorys
Ukończył studia kompozytorskie w klasie prof. Włodzimierza Kotońskiego w Akademii Muzycznej im. Fryderyka Chopina w Warszawie, dyplom 1998.
Uczestniczył w kursach kompozytorskich: Muzyka w Sercu Europy w Pradze (1995), Letnich Kursach Nowej Muzyki w Darmstadt (1996), Kursach PTMW w Radziejowicach (1996), oraz Spotkaniach Młodych Kompozytorów w Apeldoorn (1997).
Był stypendystą DAAD, Gaudeamus i ZAiKS.
W latach 1998–2002 pełnił funkcję przewodniczącego Koła Młodych przy Związku Kompozytorów Polskich.
W czasie studiów założył orkiestrę MODERN ACADEMY, dla której swoje utwory pisali młodzi kompozytorzy z Polski i zagranicy.
Jego utwory wykonywane były na koncertach i festiwalach w kraju i za granicą min: Festiwal Alkagran, Warszawskie Spotkania Muzyczne, Warszawska Jesień, Musica Polonica Nova Wrocław, Festiwal Muzyki Elektroakustycznej w Pradze, Neue Musik we Fryburgu Bryzgowijskim.
W latach 1999 do 2007 był kierownikiem muzycznym u Adama Hanuszkiewicza w Teatrze Nowym w Warszawie.
W listopadzie 2014 roku w Bielsku-Białej odbyło się prawykonanie „Sinfonietty” na orkiestrę symfoniczną. Utwór powstał w ramach zamówień kompozytorskich IMiT i MKIDN.

## Ważniejsze kompozycje
- Smartfonia na zespół perkusyjny (2018),
- Dreaming of Kilimanjaro na zespół perkusyjny (2016),
- Sonatina in C na instrumenty perkusyjne i małą orkiestrę (2015),
- Sinfonietta (2014)[2],
- Last Judgement na głosy i dźwięki elektroniczne (2013),
- Piano music 2 (2010),
- Moving Waves na kwartet smyczkowy (2009),
- Virusoloy II (2009),
- Virusology I (2008),
- Theateoretical (2006),
- Piano music (2005),
- Symfonia nr 2 (2005),
- Klavierkonzert (1999),
- Magnificat na głosy solowe, chór i orkiestrę (1998),
- Symfonia nr 1 na 16 instr. i muzykę elektroniczną (1997),
- Five Darmstadt Studies (1996),
- Trzy Etiudy na fortepian (1995),
- Partitta na 2 fortepiany i muzykę elektroniczną (1995),
- Cadenza na wiolonczelę i fortepian (1995),
- Promenada na wiolonczelę i muzykę elektroniczną (1994),
- Pięć Pieśni na sopran i fortepian do wierszy J. Iwaszkiewicza (1994),
- Funebre na flet, harfę i wiolonczelę (1993)

## Muzyka teatralna
- Nic Ci do tego (Terminal Kultury Gocław Warszawa reż. Krzysztof Turowski)
- Rejtan. Druga Strona Drzwi (Teatr Telewizji reż. Jakub Pączek)
- Fryderyk (Teatr Telewizji reż. Agnieszka Lipiec-Wróblewska)
- Rybka Canero[3] (Teatr Telewizji reż. Juliusz Machulski)
- Brancz (Teatr Telewizji reż. Juliusz Machulski)
- Matka brata mojego syna (Teatr Telewizji reż. Juliusz Machulski)
- Trzy razy Fredro (Teatr Telewizji)
- Szkoła Żon (Teatr Telewizji reż. Jaques Lassalle)
- Boska (Teatr Telewizji)
- Przerwanie Działań Wojennych[4] (Teatr Telewizji reż. Juliusz Machulski)
- Świętoszek (Teatr Adekwatny Warszawa)
- Tak Julio, Tak Arturze (Teatr Nowy Warszawa)[5]
- Dziwnaki i Święto Lasu (Teatr Nowy Warszawa)
- Sex Party po Polsku (Teatr Nowy Warszawa reż. Adam Hanuszkiewicz)
- Dziwny przypadek psa nocną porą (Teatr Nowy Warszawa reż. Adam Hanuszkiewicz)
- Miłość i Krew (Teatr Nowy Warszawa reż. Adam Hanuszkiewicz)
- W imię ojca Strindberga (Teatr Nowy Warszawa reż. Adam Hanuszkiewicz)
- Wesołe Miasteczko (Teatr Telewizji reż. Sławomir Fabicki)
- Wznowienie (Teatr Nowy Warszawa)
- Wampir (Teatr Telewizji TVP reż. Maciej Dejczer)
- Merylin Mongoł (Teatr Telewizji reż. Izabela Cywińska)
- Pielgrzymi (Teatr Telewizji TVP reż. Maciej Dejczer)
- Zagraj To Jeszcze Raz Sam (Teatr Nowy Warszawa reż. Adam Hanuszkiewicz)
- Dożywocie (Teatr Dramatyczny Wałbrzych)
- Noc Helvera (Teatr Telewizji reż. Barbara Sass)
- Noce sióstr Bronte (Teatr Dramatyczny Elbląg)

## Muzyka filmowa
- Idol
- Hollyday 2020
- Zatarte Ślady
- Zmowa
- Strefa Zamknięta
- Dzieci Auschwitz
- Żelazna dywizja
- Serce zmartwychwstałego miasta
- Strefa Zamknięta
- Oni 1944
- Prezydent
- Chodźcie z nami
- I stanęło Trójmiasto
- Wyklęte
- Indywidium
- Polin
- Notacje
- Ratownicy
- Nie Ma Odpoczynku na Szczytach
- Szukanie Szukanie w Drodze Poznawanie
- Pewien Rodzaj Wolności
- Historia niepokornego Kurczaka
- Idea
- Dokumanimo[6]
- Dwie strony medalu
- Syn Gwiazd
- Zawodowiec
- Cud prawdy
- Andrzej Zawada – ostatnia rozmowa
- Grafitollus
- Niewygodny świadek
- Za cenę życia Everest

## Muzyka telewizyjna
- TVP1
- TVP2
- TVP Warszawa
- TVP Regiony
- TVP Kultura
- TVP Info
- TVP3 (dawne regionalne pasmo wspólne TVP)
- Wiadomości TVP
- Panorama TVP[7]
- Telewizyjny Kurier Warszawski

## Życie osobiste
Jest pilotem samolotowym (licencja PPL(A) SEPL), taternikiem (karta taternika od 1992 roku) i narciarzem skiturowym. Związany z Klubem Wysokogórskim w Warszawie i Speleoklubem Bielsko-Biała. Mieszka w Warszawie.